# Orio al Serio
Orio al Serio là một đô thị ở tỉnh Bergamo trong vùng Lombardia của nước Ý, có vị trí cách khoảng 45 km về phía đông bắc của Milano và khoảng 4 km về phía đông nam của Bergamo. Tại thời điểm ngày 31 tháng 12 năm 2004, đô thị này có dân số 1.671 người và diện tích là 3,0 km².
Orio al Serio giáp các đô thị: Azzano San Paolo, Bergamo, Grassobbio, Seriate, Zanica.
Sân bay quốc tế Orio al Serio nằm ở đây.